# Dragaševac
Dragaševac (cyr. Драгашевац) – wieś w Bośni i Hercegowinie, w Republice Serbskiej, w gminie Vlasenica. W 2013 roku liczyła 57 mieszkańców.